# 武蔵野鉄道および（旧）西武鉄道の戦時譲受車

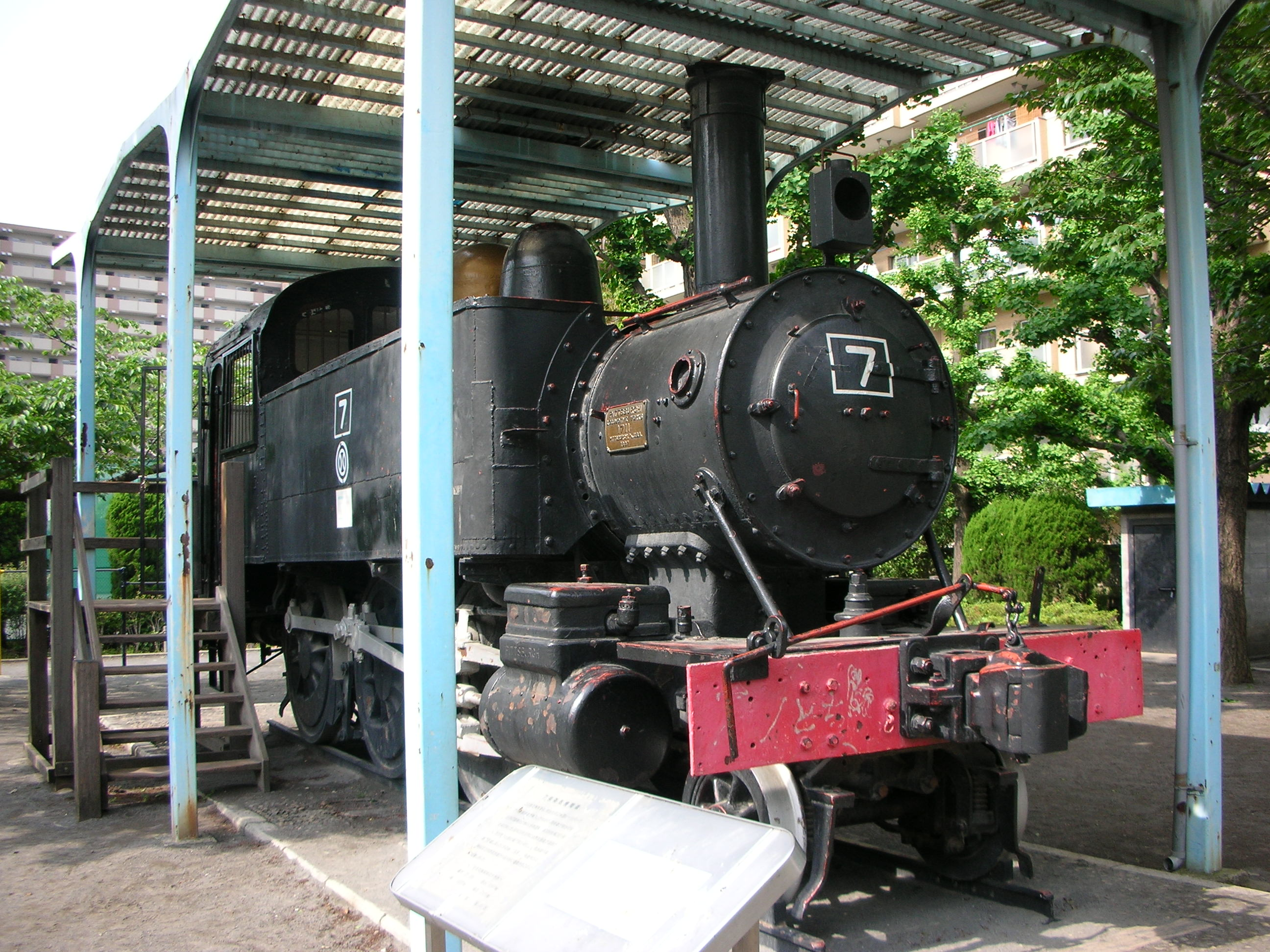
西武7形蒸気機関車7号機
（東品川公園にて静態保存 2006年5月）

武蔵野鉄道および（旧）西武鉄道の戦時譲受車（むさしのてつどうおよびせいぶてつどうのせんじゆずりうけしゃ）
本項では、西武鉄道の前身事業者である武蔵野鉄道、および1945年（昭和20年）9月22日付で武蔵野鉄道に吸収合併された（旧）西武鉄道の両事業者が、戦時中（戦中）に同業他社より譲り受けて導入した各車両形式について記述する。

## 概要

### 導入に至る背景
日本国内の鉄道事業者においては、日中戦争末期から太平洋戦争に突入し戦局が激化しつつあった時期にかけて、軍需産業の活発化などの要因によって利用客が急増し、輸送力増強が喫緊の課題となっていたが、このような状況は沿線に軍需関連の工場を数多く抱える武蔵野鉄道および（旧）西武鉄道が保有する各路線においても同様であった。特に1927年（昭和2年）4月の東村山 - 高田馬場間開業に伴って支線に格下げされた（旧）西武鉄道国分寺線に至っては、従来旧態依然とした蒸気機関車牽引による客車列車が1時間に1本程度運行される程度の非電化ローカル線であったものが、一大軍事地域であった立川方面（国分寺乗り換え）への通勤需要や、国分寺線沿線に点在した軍需工場への通勤客急増に伴って極度の輸送力不足に陥り、車両の増備が必要不可欠な状況となった。
しかし、同時期には国家総動員法成立に端を発する戦時体制への移行に伴って、鉄鋼を始めとした鉄道車両の製造に不可欠な資材が軍需産業へ優先的に回されたことによる資材不足から、車両の製造にも支障が生じつつあった。そのため、1941年（昭和16年）に武蔵野鉄道は7両の中古電車を、（旧）西武鉄道は2両の中古電車をそれぞれ他事業者より購入し、さらに（旧）西武鉄道は1943年（昭和18年）から翌1944年（昭和19年）にかけて、蒸気機関車2両・内燃動車5両（蒸気動車1両含む）・電車1両の計8両の中古車両を導入、いずれも戦時中の輸送力増強に用いた。両事業者にとって中古車両の導入は被合併事業者からの継承車両を除外すると開業以来初の事例であり、当時の逼迫した情勢の一端を示すものである。

### 各形式概説
武蔵野鉄道・（旧）西武鉄道の両事業者に導入された各車両の譲渡元は、鉄道省（運輸通信省）・江ノ島電気鉄道（現・江ノ島電鉄）・長野電鉄・静岡電気鉄道（現・静岡鉄道）・篠山鉄道の5事業者におよび、車種も前述の通り電車を始めとして蒸気機関車・内燃動車・客車から果ては蒸気動車までさまざまであった。
武蔵野鉄道は1941年（昭和16年）5月に鉄道省より木造客車2両を譲り受け、鉄道省釧路工場（現・JR釧路運輸車両所）において電車の制御車としての改造を施しサハ120形121・122として導入した。さらに同年10月にかけて、長野電鉄より電車形木造客車2両を、江ノ島電気鉄道より電動2軸単車3両をそれぞれ譲り受け、前者は前述サハ120形と同様に電車の制御車としての改造を施しサハ115形115・116として、後者はモハ15形15 - 17として導入され、後者については路線規格が他路線とは異なる多摩湖線へ配属された。
（旧）西武鉄道は1941年（昭和16年）5月に鉄道省より木造客車2両を譲り受け、武蔵野鉄道サハ120形と同様に国鉄釧路工場において電車の制御車としての改造を施しクハ1110形1111・1112として導入した。1943年（昭和18年）には静岡電気鉄道より120形電車121を譲り受けてモハ120形121として原番号のまま導入し、鉄道省よりキハニ40000形内燃動車40704の払い下げを受けてキハ101形101として導入したほか、同じく鉄道省より2850形蒸気機関車2851号機を借り入れ、のちに7形7号機として正式に払い下げを受けた。翌1944年（昭和19年）に、同年3月に廃止となった篠山鉄道より3両の内燃動車（レカ1形1・レカ21形21、カハ22形22）を譲り受け、前者はレカ1形1・2として、後者はキハ101形101Bとして導入され、前述キハ101形101はキハ101Aと改番された。また同年6月の飯山鉄道（現・JR飯山線）の戦時買収に際して、国鉄（運輸通信省鉄道総局）への継承車両に含まれなかった蒸気機関車2号機を譲り受け2形2号機として導入し、さらに九州地区における運用を最後に廃車となったキハニ6450形蒸気動車1両を運輸通信省より払い下げを受けた。
以上、両事業者に導入された計17両の車両群は、結局導入に至らず処分されたもの、（現）西武鉄道が成立した戦後間もなく淘汰されたものなどが含まれるが、最も長く在籍した車両は1965年（昭和40年）まで西武鉄道の保有する車両として存在した。

## 各形式詳細
以下、各形式ごとに仕様および導入後の変遷について述べる。なお、冒頭に記す形式称号はいずれも武蔵野鉄道もしくは（旧）西武鉄道の両事業者への導入に際して付与された初号形式である。

### 武蔵野鉄道サハ115形電車
長野電鉄の前身事業者である河東鉄道が開業に際して1922年（大正11年）に日本車輌製造東京支店において新製した、二重屋根（ダブルルーフ）構造を採用した全長15,983mmの木造車体を備える付随車サハ360形361・362を前身とする。同2両は蒸気機関車に牽引される客車フホハ1形1・2として落成したが、将来の電化を想定して車体設計その他を電車仕様とした電車形客車であり、窓配置はD2 2 2 2 2 2 2D（D：客用扉、各数値は側窓の枚数を表す）であった。1926年（大正15年）の電化に際して電動車化改造を実施しデハ1形1・2となったのち、1933年（昭和8年）に電装品を他形式へ供出して付随車化されたが、運転機器を持たない付随車に改造されたことによって運用頻度が低下し、1941年（昭和16年）10月に武蔵野鉄道へ譲渡され、RPC系自動加速制御仕様の電動車と編成する制御車サハ115形115・116として導入された。
導入に際しては運転機器を新設して制御車化改造が実施されたほか、客用扉の増設・3扉構造化および乗務員扉の新設が施工され、側面窓配置はdD1 2 3D2 2 2D（d：乗務員扉）と変化した。のちに同2両は間接非自動制御（HL制御）仕様の電動車と編成する制御車に転用、（現）西武鉄道成立後の1948年（昭和23年）6月に実施された一斉改番に際しては、サハ110形など武蔵野鉄道が自社発注した木造車体の制御車各形式と同じくクハ1201形に統合され、クハ1207・1208（いずれも初代）と改番された。1952年（昭和27年）8月にはクハ1203・1204（いずれも2代）と再び改番が実施されたのち、1955年（昭和30年）9月のクハ1411形1414・1416新製に際して名義上の種車となり、現車はいずれも解体処分された。

### 武蔵野鉄道サハ120形電車
鉄道局（後の鉄道省）が1890年（明治23年）に鉄道局新橋工場において新製した全長15m級の木造4軸ボギー客車ホユニ5064・5067を種車とする。武蔵野鉄道への払い下げに際しては、鉄道省釧路工場において種車の台枠以下を流用して普通屋根（シングルルーフ）構造・平妻形状かつ非貫通設計の前後妻面・窓配置dD1 2 2D2 2 1Dの木造車体を新製、RPC系自動加速制御仕様の電動車と編成する制御車サハ120形121・122として導入された。運転台は武蔵野鉄道が保有する車両の流儀に則って進行方向右側に設置、その他落成当初は運転台寄りの屋根上にパンタグラフを搭載したが後年撤去され、パンタグラフ台座のみが残されていた。
払い下げ後、武蔵野鉄道側において運転機器を整備し1941年（昭和16年）5月より制御車として運用を開始したものの、制動装置の不調などの理由から運用機会は限定された。のちに同2両は前述サハ115形と同様に間接非自動制御（HL制御）仕様の電動車と編成する制御車に転用、（現）西武鉄道成立後の1948年（昭和23年）6月に実施された一斉改番に際してはクハ1201形に統合され、クハ1209・1210と改番された。戦後は電化完成直後の多摩川線において主に運用されたのち、1949年（昭和24年）9月にクハ1210が岳南鉄道へ、1953年（昭和28年）9月にクハ1209が大井川鉄道へそれぞれ譲渡された。

### 武蔵野鉄道モハ15形電車
江ノ島電気鉄道（現・江ノ島電鉄）が1931年（昭和6年）7月に新潟鉄工所において車体を新製した「納涼電車」1 - 3を前身とする。同3両は江ノ島電気鉄道が開業に際して新製した木造2軸単車の主要機器および台車を流用し、前面および側面の窓枠および窓ガラスや客用扉を全て省略して素通し構造とした開放型の半鋼製車体を新製、夏季限定運用の「納涼電車」として導入されたものであった。
後年の江ノ島電気鉄道の4軸ボギー車増備による単車淘汰の方針に伴って1941年（昭和16年）に廃車となり、同年11月20日付認可によって武蔵野鉄道が譲り受けたものである。譲り受けに際しては東横車輛工事（現・東急テクノシステム）の萩山工場への出張工事により車体を一般的な密閉構造（側面窓配置D8D）に改造し、モハ15形15 - 17として導入、全車とも多摩湖線において運用された。
（現）西武鉄道成立後の1948年（昭和23年）6月に実施された一斉改番に際してはモハ11形11 - 13と改称・改番されたが、同3両は全長7,910mmという小型車体の2軸単車ゆえに収容力に乏しく、同年内にモハ11・13が、1950年（昭和25年）にモハ12がそれぞれ廃車となり、形式消滅した。廃車後の同3両は当時萩山駅構内に存在したデルタ線に長期間留置されたのち、1956年（昭和31年）に解体処分された。

### 西武鉄道クハ1110形電車
鉄道省が保有した全長16m級の木造4軸ボギー客車を種車として、前述武蔵野鉄道サハ120形と同様に鉄道省釧路工場において種車の台枠以下を流用して車体を新製、1941年（昭和16年）5月に制御車クハ1110形1111・1112として払い下げを受けたものである。クハ1111は1908年（明治41年）に鉄道院大宮工場において新製されたホハフ2857を、クハ1112は1897年（明治30年）に鉄道局新橋工場において新製されたホハ2452をそれぞれ種車とし、普通屋根（シングルルーフ）構造・平妻形状かつ非貫通設計の前後妻面を有する木造車体を備える。運転台スペースは片隅式で進行方向右側に設置され、乗務員扉は運転台スペースに面した片側の側面にのみ設置されたことから、側面窓配置は2D2 2D2 2D2およびd1D2 2D2 2D2と左右非対称の見付となった。
クハ1110形は同時期に同一の工場において車体を新製した武蔵野鉄道サハ120形と外観は類似するが、前述した側面窓配置のほか、前面窓の形状が武蔵野鉄道サハ120形では中央窓を狭幅とした3枚窓構成であるのに対し、クハ1110形では同一幅の窓を均等配置した3枚窓構成である点などが異なる。また、（旧）西武鉄道における標準車体塗装は窓下補強帯（ウィンドウシル）の下端部を境界として下半分をマルーン・上半分をイエローとした塗り分けであったところ、クハ1110形は釧路工場側の手違いにより窓上補強帯（ウィンドウヘッダー）の上端部から雨樋下端部にかけての幕板部のみをイエローとし、他全てをマルーン塗装とされた状態で納入されたという記録が残る。
形式称号が示す通りクハ1110形は制御車として竣功したものの、本来運転台に設置されるべき機器を装備せず配線のみが行われた状態で竣功し、導入後は国分寺線において客車代用として運用され、次いで終戦後間もなく当時非電化路線であった多摩川線へ転属、同じく客車代用として運用された。（現）西武鉄道成立後の1948年（昭和23年）6月に実施された一斉改番に際してはモハ151形の制御車に付与された車両形式クハ1151形に編入され、クハ1160・1161（クハ1160は初代）と改称・改番された。1950年（昭和25年）7月の多摩川線電化に際して2両とも運転台機器を新設して本来の用途である制御車として整備され、クハ1160（初代）についてはモハ311形と編成を組成し、東村山 - 村山貯水池間の区間運用にも充当された。しかし制御車として運用された期間は短く、翌1951年（昭和26年）2月8日付で2両とも弘南鉄道へ譲渡された。

### 西武鉄道モハ120形電車
静岡電気鉄道（現・静岡鉄道）が1931年（昭和6年）6月に日本車輌製造本店において新製した3扉構造の半鋼製2軸ボギー電動車120形121を前身とする。同車は全長16,164mm・最大幅2,620mmと、当時の静岡電気鉄道に在籍する車両の中では最も大型の車体を有したが、輸送量に対して収容力が過大であったことから、多客時の臨時列車運用に用いられる程度であったものを、1943年（昭和18年）3月に（旧）西武鉄道が譲り受け、モハ120形121として原番号のまま導入した。
導入に際しては架線電圧1,500V仕様への対応改造ならびに集電装置のパンタグラフ化のほか、客用扉下部の乗降ステップを廃し、また静岡電気鉄道120形としての特徴であった側面中央部の両開客用扉を、他の客用扉と同じく片開構造に改造した。一方で主要機器については静岡電気鉄道在籍当時から変化はなく、制御装置はイングリッシュ・エレクトリック (EE) 社開発のデッカーシステムの系譜に属する東洋電機製造製の電動カム軸式間接自動制御器、制動装置はSME非常弁付直通空気ブレーキ仕様であった。（旧）西武鉄道の従来車においては、制御装置はゼネラル・エレクトリック (GE) 社製Mコントロールの系譜に属する電空カム軸式間接自動制御器もしくはウェスティングハウス・エレクトリック (WH) 社開発の電空単位スイッチ式間接非自動制御器（HL制御）が主流とされ、制動装置は自動空気ブレーキ仕様で統一されており、モハ120形の搭載する機器はそれらと全く互換性がなく混用が不可能であったことから、導入後は主に東村山 - 狭山公園（後の村山貯水池）間の区間運用に専従した。
その後、1943年（昭和18年）内に電装を解除してHL制御方式の電動車モハ100形と編成する制御車に転用改造され、クハ1120形1121と改番、（現）西武鉄道成立後の1948年（昭和23年）6月に実施された一斉改番に際しては、前述モハ100形改めモハ151形の制御車に付与された車両形式クハ1151形に編入、クハ1159（初代）と改称・改番された。1952年（昭和27年）4月の新宿線系統から池袋線系統への転属に際しては、形態の類似した池袋線配属の制御車クハ1231形へ編入されてクハ1238（初代）を称したのち、1954年（昭和29年）7月にはクハ1231形1231（2代）と再び改番された。さらに1956年（昭和31年）10月には再び電動車化改造を実施してモハ151形161（2代）と改称・改番され、主に支線区において運用されたのち、1959年（昭和34年）10月に廃車となり豊橋鉄道へ譲渡された。

### 西武鉄道レカ1形気動車
篠山鉄道が1934年（昭和9年）に新製した2軸単車形内燃動車（ガソリンカー）であるレカ1・レカ21を前身とし、導入に際してはレカ21をレカ2と改番、同一形式に統合した。レカ1は日本車輌製造製、レカ2（元レカ21）は加藤車輌製とメーカーが異なり、外観もレカ1が一方の妻面に鮮魚台（荷台）を備えるのに対し、レカ2は鮮魚台の装備がないなど一部に相違点を有した。搭載する機関は2両ともにフォード製のA形エンジン（出力22.5kW）であった。
同2両はいずれも当時非電化路線であった多摩川線において運用する目的で導入され、実際に北多磨機関庫（現・白糸台車両基地）へ搬入されたものの結局就役せず、戦後本川越駅構内へ移送され同所において留置された。後に2両とも復興社所沢車輌工場（後の西武所沢車両工場）へ搬入され、レカ1は同工場において無車籍の構内入換車として運用されたのち、1963年（昭和38年）3月にエンジンなど動力装置一式を撤去し客車へ改造の上で上武鉄道へ譲渡された。なお、レカ2については再起することなく同時期に解体処分された。

### 西武鉄道キハ101形気動車
キハ101形気動車として導入された2両の内燃動車は、旧在籍事業者および導入後の動向が大きく異なるため、種車ごとに仕様および導入後の変遷について述べる。

#### キハ101（初代）→キハ101A

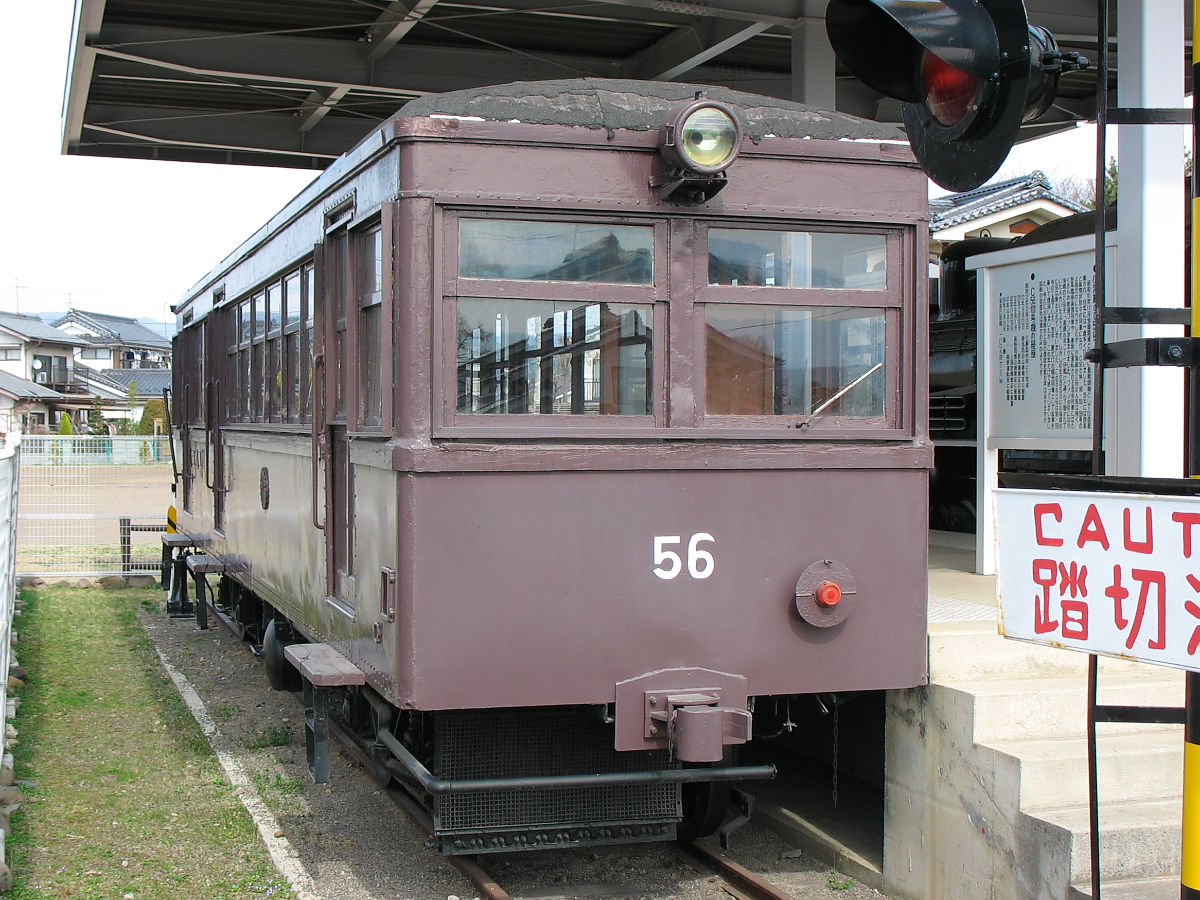
佐久鉄道キホハニ56
（西武へ払い下げられたキホハニ54・55→国鉄キハニ40704・40705と同形車）

佐久鉄道（現・JR小海線）が内燃動車運行開始に際して1930年（昭和5年）11月に日本車輌製造において新製した半鋼製4軸ボギー内燃動車（ガソリンカー）キホハニ50形55を前身とする。1934年（昭和9年）9月の佐久鉄道線国有化に伴って鉄道省の車籍に編入され、キハニ40604→キハニ40705と二度の改番を経て、1943年（昭和18年）に（旧）西武鉄道へ払い下げられ、キハ101形101（初代）として多摩川線へ導入された。導入に際しては荷物室および一箇所の側面扉を撤去し、側面窓配置を原形の1B2D6D1（B：荷物用扉）から1D9D1と改めたが、扉を撤去した箇所の側窓については318mm幅および800mm幅の窓が混在した変則的な窓配置となったことが特徴である。搭載する機関は直列6気筒縦型ガソリンエンジンのウォーケシャ発動機製6SRL（出力68.5kW）であった。
導入翌年の1944年（昭和19年）3月には後述する篠山鉄道カハ22が同形式に編入されたことに伴い、車両番号（以下「車番」）の重複を回避するためキハ101形101Aと改称された。戦後に至り、（現）西武鉄道が成立した後の1948年（昭和23年）に日本国有鉄道（国鉄）よりキハニ40704（佐久キホハニ54→鉄道省キハニ40603）の払い下げを受け、キハ101形101（2代）として導入したことに伴い、同形車であるキハ101Aは続番となるキハ102と改番され、さらに2両揃ってキハ111形111・112と改称・改番されたのち、キハ111（元キハ101・2代）とキハ112（元キハ101A）との間で車番の交換が実施された。同2両は当初非電化路線当時の狭山線、次いで上水線（現・拝島線）において運用され、上水線の電化完成後は運用を離脱、1956年（昭和31年）8月にキハ111が、翌1957年（昭和32年）6月にはキハ112がいずれも北海道拓殖鉄道へ譲渡された。

#### キハ101B
雲仙鉄道が1936年（昭和11年）に日本車輌製造へ新製発注した、車体長9,800mmの小型4軸ボギー内燃動車（ガソリンカー）カハ22を前身とする。同車は1938年（昭和13年）8月の雲仙鉄道廃止に伴って篠山鉄道に原番号のまま譲渡され、さらに1944年（昭和19年）3月の篠山鉄道廃止に伴い（旧）西武鉄道が購入し、キハ101形101Bとして導入されたものである。同車の導入当時の（旧）西武鉄道においては既に上記同番号の車両（キハ101・初代）が在籍したことから、元カハ22を「キハ101B」とし、既に在籍したキハ101（初代）については前述の通り「キハ101A」と改称することによって両者を区分した。
キハ101Bは多摩川線へ導入されたものの結局運用されず、長期間休車状態となったのち、1951年（昭和26年）6月に多摩湖線に所属する電動車モハ101形と編成する制御車へ転用するため電車化改造が施工され、クハ1101形1101（初代）と改称・改番された。
なお、電車化改造の詳細、および電車化以降の動向については西武モハ101形電車#気動車改造制御車を参照されたい。

### 西武鉄道2形蒸気機関車
飯山鉄道が1920年（大正9年）に日本車輌製造において新製した軸配置C（動輪3軸、先輪および従輪なし）の27t級C形サイドタンク式蒸気機関車である。同社2号機として就役したのち、1944年（昭和19年）6月の飯山鉄道の戦時買収に際しては国鉄（運輸通信省鉄道総局）への継承車両に含まれず、（旧）西武鉄道へ譲渡された。
（旧）西武鉄道への導入後は2形2号機（2代）と形式区分されたものの車番は変更されず、（現）西武鉄道成立後も引き続き2号機を称した。戦後は安比奈線および多摩川線など非電化線区において貨物列車牽引に充当されたのち、日本ニッケル鉄道部（後の上武鉄道）への貸し出しを経て、1956年（昭和31年）3月に別府鉄道へ譲渡された。

### 西武鉄道7形蒸気機関車

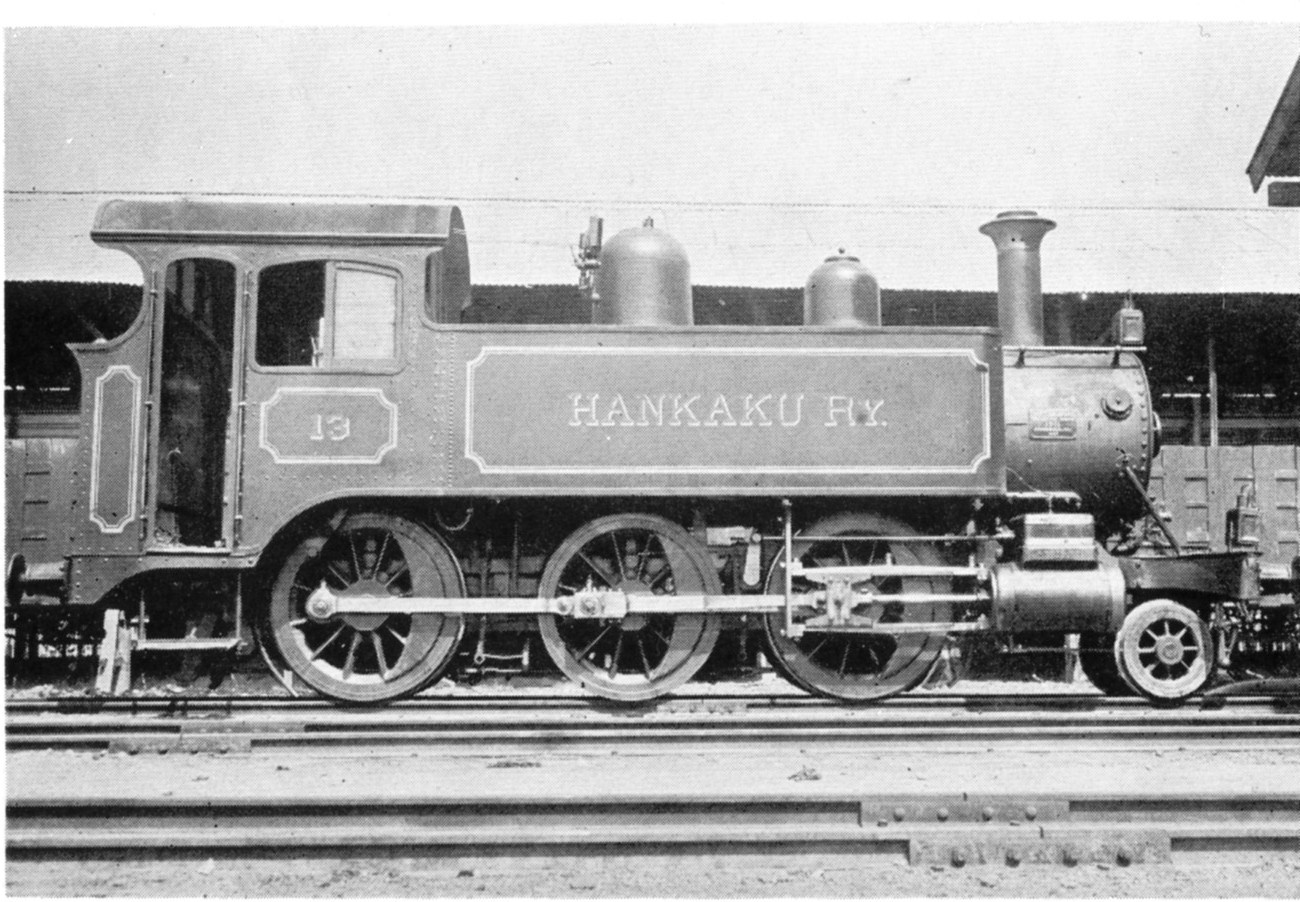
阪鶴鉄道A5形13号機
（後の西武7形7号機）

伊賀鉄道（初代）が発注した、1897年（明治30年）にピッツバーグ・ロコモティブ・アンド・カー・ワークスにおいて新製された軸配置1C（先輪1軸、動輪3軸）の30t級C形サイドタンク式蒸気機関車3号機（製造No.1711）がその前身である。伊賀鉄道（初代）は結局未成線となり、同機は1899年（明治32年）に阪鶴鉄道A5形13号機として就役したのち、阪鶴鉄道国有化に伴って帝国鉄道庁（国鉄）2850形2851となり、1923年（大正12年）の除籍後は播丹鉄道へ払い下げられ同社8号機として導入、さらに1943年（昭和18年）6月の戦時買収による播丹鉄道国有化（現・JR加古川線）に伴って再び鉄道省の車籍に編入され、2850形2851を再び称した。しかし実際には鉄道省において運用されることなく、播丹鉄道保有当時のナンバー（8号機）のまま（旧）西武鉄道に貸与され、1945年（昭和20年）6月1日付認可によって正式に払い下げを受けた。
正式払い下げ後は7形7号機と改番され、（現）西武鉄道成立後も引き続き7号機を称した。当初は国分寺線において旅客列車牽引に充当されたのち、多摩川線における貨物列車牽引用途を経て、北所沢駅（現・新所沢駅）より分岐する在日米軍兵器補給廠への側線において入換用途に供され、1957年（昭和32年）9月まで稼動状態にあった。その後は休車状態のまま所沢検車区（後の所沢車両管理所）において留置されたのち、1962年（昭和37年）3月より上武鉄道へ貸し出されて1965年（昭和40年）11月まで運用され、同社における退役と同時に除籍処分された。退役後は上武鉄道において保管されたのち、1968年（昭和43年）に西武鉄道へ返還され、翌1969年（昭和44年）3月より東京都品川区の東品川公園において静態保存された。

### 西武鉄道キハニ6450形蒸気動車
鉄道院が1912年（大正元年）に汽車製造において新製した工藤式蒸気動車で、落成当初の形式・車番はジハニ6050形6059であった。1928年（昭和3年）にキハニ6450形6454と改称・改番されて主に九州地区で運用、西唐津機関区（現・JR唐津運輸センター）への配属を最後に1941年（昭和17年）に除籍されたものを1943年（昭和19年）に払い下げを受け、原形式・原番号のまま入籍した。
払い下げ後は非電化路線における運用を予定されていたが、現車は本川越駅構内へ回送されたのち全く運用されることなく終始同所に留置され、（現）西武鉄道にも車籍は継承されたものの1949年（昭和24年）5月以降に解体処分された。